# (9393) Apta
(9393) Apta (1994 PT14) – planetoida z pasa głównego asteroid okrążająca Słońce w ciągu 4,21 lat w średniej odległości 2,6 j.a. Odkryta 10 sierpnia 1994 roku.